# Friederike Pezold
Friederike Pezold   (Viena, 14 d'agost de 1945) és una artista contemporània austríaca.
Des de 1973, Friederike Pezold ha estat treballant en el que ella anomena un «nou llenguatge corporal de signes de gènere basat en les lleis de l'anatomia, la geometria i la cinètica». Pezold anomena obres les fotos de fragments del seu propi cos, amb títols com Mundwerk (Obra-boca), Schamwerk (Obra-parts pudendes), Fingerwerk (Obra-dit) i Augenwerk (Obra-ull).
Els triangles monocroms de Schamwerk (Obra-parts pudendes, 1973/1974) mostren els òrgans sexuals femenins reduïts a contrastos en blanc i negre, en una sèrie que sembla una resposta moderna i feminista a les representacions simplificades del mateix tema en imatges històriques, com ara en les Venus del Renaixement. Els llavis en moviment de Mundwerk (Obra-boca, 1974/1975) són una referència a l'acte de parlar i a la seva importància per a la construcció de la identitat. Aquí també el motiu de l'obra queda molt simplificat.